# Celentano Hit Parade — Le Volte Che Adriano È Stato Primo
«Celentano Hit Parade — Le Volte Che Adriano È Stato Primo» — збірник пісень італійського співака та кіноактора Адріано Челентано, випущений у 1983 році під лейблом «Clan Celentano».

## Про збірник
До збірника увійшли пісні Адріано Челентано 1950-х, 1960-х і 1970-х років, що посідали перше місто в італійському чарті. Збірник випускався на LP, касетах і CD.

## Трек-лист
LP

## Видання
| Назва                                                            | Лейбл          | Маркування   | Країна   | Рік  |
| ---------------------------------------------------------------- | -------------- | ------------ | -------- | ---- |
| Celentano Hit Parade — Le Volte Che Adriano È Stato Primo (LP)   | Clan Celentano | CLN 20391    | Італія   | 1983 |
| Celentano Hit Parade — Le Volte Che Adriano È Stato Primo (Cass) | Clan Celentano | 30 CLN 20391 | Італія   | 1983 |
| Celentano Hit Parade — Le Volte Che Adriano È Stato Primo (CD)   | CGD            | CDS 6015     | Італія   | 1985 |
| Celentano Hit Parade — Le Volte Che Adriano È Stato Primo (CD)   | CGD            | CDS 6015     | Італія   | 1985 |
| Celentano Hit Parade — Le Volte Che Adriano È Stato Primo (LP)   | Gong, CGD      | SLPXL 37019  | Угорщина | 1986 |